# The Pleasure Principle (песня)
«The Pleasure Principle» — песня, написанная американским музыкантом и продюсером Монте Мойр и записанная американской певицей Джанет Джексон. Была выпущена лейблом A&M, как шестой сингл из её третьего студийного альбома Control (1986). В названии композиции содержится аллюзия на термин принцип удовольствия, введённый в оборот Фрейдом.
Композиция была написана и спродюсирована бывшим участником группы The Time Монте Мойром и рассказывала историю об отказе героини песни от меркантильных интересов в любовных отношениях. Песня была номинирована на премию Soul Train Music Awards 1988 года в категории «Лучший женский сингл».
Сингл показал самые слабые достижения в чартах (из всех синглов с альбома Control). Он достиг лишь 14-го места в Billboard Hot 100, но смог возглавить Hot R&B/Hip-Hop Songs и танцевальный чарт Hot Dance Club Play. В Европе «The Pleasure Principle» вошёл в топ-40 чартов Великобритании, Ирландии и Бельгии.

## Предыстория
В 1982—1984 гг. Джексон записала два неудачных альбома, продюсированием которых занимался её отец Джозеф. Исполнительница постоянно конфликтовала с продюсерами и пыталась вырваться из под опеки своего отца. В итоге Джексон уволила своего отца и наняла Джона Макклейна, на тот момент главного президента отдела артистов и репертуара и генерального менеджера A&M Records. Вскоре Макклейн представил её продюсерскому дуэту Джэймса «Джимми Джема» Харриса и Терри Льюиса (которые ранее были участниками группы The Time), с которыми Джексон начала записывать свой третий студийный альбом.
Джем и Льюис основали в Миннеаполисе собственную студию Flyte Tyme, где и проходила запись. Монте Мойр, также бывший ранее участником группы The Time, на тот момент работал с продюсерским дуэтом и его решили привлечь к записи, попросив написать несколько песен. Музыкант был заинтригован предложением, так как считал, что будет интересно поработать с артистом, со столь знаменитой фамилией. Мойр начал придумывать песню специально для Джексон и поначалу у него не было никакой концепции, а только часть припева. Позже он вспоминал: «Я просто наткнулся как-то на это название и фрейдистскую концепцию и понял что это то, что нужно». Песня появилась вследствие его импровизации на драм-машине, после чего возникли текст и музыка. Запись проходила на Flyte Tyme в очень короткие сроки, так как, на тот момент, студия была очень загружена различными проектами. Мойр записал для песни партию ритм-гитары, а известный миннеаполисский музыкант Джеф Бачер — соло на электрогитаре. Джексон также занималась сопродюсированием композиции, наравне со Стивом Висом, и сделала вокальные аранжировки для композиции.

## Реакция критики
Нельсон Джордж в статье для Village Voice от 1986 года писал, что в «The Pleasure Principle» Джексон звучала чересчур похоже на Ральфа Тресванта из группы New Edition, а текст о поездках в лимузине он называл утомительным. Брайан Чин из Billboard рассматривал песню, как возможность для певицы более прочно укрепиться на танцевальной сцене США. Он позитивно описывал композицию, находя в ней более эклектичное диско-звучание. Эд Хоган из Allmusic позитивно описывал песню, отметив, что написанная бывшим клавишником группы The Time композиция, появившаяся вследствие импровизации на драм-машине, стала очередным хитом для Джексон, возглавив ритм-н-блюз чарты в США. Пем Аволедо из интернет-журнала Blogcritics называла «The Pleasure Principle» крепким и лёгким для понимания синглом. По её мнению, метафора, заложенная в названии, была хорошо раскрыта в тексте песни, а использование названий различных автомобилей (такси и лимузина) помогли выразить чувства Джексон, не говоря о них напрямую. Эклектичный и прямолинейный танцевальный бит, по мнению автора, подчеркнул тонкий голос певицы, вместо того чтобы заглушать его.
Редакция интернет-издания Slant Magazine внесла песню сразу в два рейтинга лучших композиций. В 2006 году «The Pleasure Principle» вошла в рейтинг «100 величайших танцевальных песен». Сэл Синкуэмани писал, что финальный сингл показал Джанет Джексон наиболее повзрослевшей, контролирующей свои любовные отношения и, одновременно, отказывающуюся от отношений, основанных на материализме. Музыкально, песня ломала все традиции соула, подняв на первый план различные звоны, жужжания и бьющий по ушам индастриал. В 2012 году «The Pleasure Principle» была внесена в рейтинг «Лучшие синглы 1980-х гг.», где её поместили на 85-ю строчку.

## Коммерческий успех
«The Pleasure Principle» оказался менее успешным в чартах, чем предыдущие синглы из Control. Песня достигла 14-го места в чарте США Billboard Hot 100, но смогла возглавить Hot R&B/Hip-Hop Songs и танцевальный чарт Hot Dance Club Play. В Европе «The Pleasure Principle» вошёл в топ-40 чартов Великобритании, Ирландии, Бельгии и Нидерландов. В Новой Зеландии сингл достиг 37-го места в национальном чарте.
По итогам 1987 года «The Pleasure Principle» попал в несколько чартов журнала Billboard: на 20-е место в чарте проигрываний танцевальных треков и на 34-е в чарте синглов темнокожих исполнителей. Наибольшего успеха сингл добился в чарте самых успешных хитов-кроссоверов (попавших в несколько видов чартов сразу), где занял 7-ю строчку.

## Музыкальное видео

Хореография Джексон в клипе впоследствии вдохновила многих исполнителей, в том числе Бритни Спирс и Сиару.

На песню был снят музыкальный клип, режиссёром которого выступил Доминик Сена. Для видео использовался ремикс, созданный Шепом Петтиборном. Клип отличался простотой и включал только танец Джексон, одетой в черные джинсы, футболку и ботинки, на складе. В качестве элементов хореографии, в клип были включены моменты, когда исполнительница танцевала перед микрофоном и спрыгивала со спинки стула, а также исполняла танец перед зеркалом.
На церемонии MTV Video Music Awards 1988 года, «The Pleasure Principle» выиграл в категории «Лучшая хореография» и получил номинацию в категории «Лучшее женское видео». На сайте Soulbounce.com писали, что видеоряд «The Pleasure Principle» впоследствии оказал большое влияние на хореографию Бритни Спирс и Сиары. В издании посчитали, что клип стал знаковым для Джексон, со временем превратившись в один из лучших образцов её музыкального и визуального творчества. Издание Soul Train внесло клип в список «Лучших танцевальных видео в чёрной музыке», написав, что именно его простота делает эту работу наиболее впечатляющей.

## Список композиций
U.S. 7" single
A. «The Pleasure Principle» — 4:58
B. «Fast Girls» — 3:20
U.S. and European 12" single
Australian limited edition 12" single
A1. «The Pleasure Principle» (long vocal) — 7:23
A2. «The Pleasure Principle» (a cappella) — 4:23
B1. «The Pleasure Principle» (12" dub) — 6:58
B2. «The Pleasure Principle» (7" vocal) — 4:19
UK and European 7" single
A. «The Pleasure Principle» (The Shep Pettibone Mix) — 4:19
B. «The Pleasure Principle» (Dub Edit — The Shep Pettibone Mix) — 5:10
UK 12" single
A1. «The Pleasure Principle» (long vocal remix) — 7:28
B1. «The Pleasure Principle» (dub edit) — 6:58
B2. «The Pleasure Principle» (a cappella) — 4:19
UK CD single and 12" single — «The Pleasure Principle»/«Alright» — Danny Tenaglia/Todd Terry Mixes
1. «The Pleasure Principle» (Legendary Club Mix) — 8:16
2. «The Pleasure Principle» (NuFlava Vocal Dub) — 7:21
3. «The Pleasure Principle» (Banji Dub) — 7:10
4. «The Pleasure Principle» (D.T.'s Twilo Dub) — 9:04
5. «Alright» (Tee’s Club Mix) — 6:22
6. «Alright» (Tee’s Beats) — 3:25

## Участники записи
В работе над песней принимали участие:

| - Джанет Джексон — вокал, сопродюсер, аранжировка вокала - Монте Мойр — продюсирование, сведение, программирование ударных, аранжировка ритмов и вокала, ритм-гитара - Стив Вис — сопродюсер - Туто Акуино — сведение | - Джеф Бачер — электрогитара - Роб Роса — звукоинженер (ремиксы) - Шеп Петтиборн — продюсер (дополнительное продюсирование), сведение, ремиксы - Джон Макклейн — исполнительный продюсер - Дэвид Лашапель — фотограф обложки |  |

## Чарты
| Чарт (1987)                         | Высшее место |
| ----------------------------------- | ------------ |
| Австралия (Kent Music Report)       | 50           |
| Бельгия (Фландрия)                  | 17           |
| Великобритания                      | 24           |
| Ирландия                            | 23           |
| Канада                              | 35           |
| Нидерланды                          | 15           |
| Новая Зеландия                      | 37           |
| США Billboard Hot 100               | 14           |
| США Billboard Hot R&B/Hip-Hop Songs | 1            |
| США Billboard Hot Dance Club Play   | 1            |

| Чарт (1987)                               | Позиция |
| ----------------------------------------- | ------- |
| США Billboard Top Dance Club Play Singles | 20      |
| США Billboard Top Black Singles           | 34      |
| США Billboard Top Hot Crossover Singles   | 7       |

## Награды и номинации
| Год  | Награда                 | Номинированная работа    | Категория            | Результат |
| ---- | ----------------------- | ------------------------ | -------------------- | --------- |
| 1988 | Soul Train Music Awards | «The Pleasure Principle» | Лучший женский сингл | Номинация |
| 1988 | MTV Video Music Awards  | «The Pleasure Principle» | Лучшая хореография   | Победа    |
| 1988 | MTV Video Music Awards  | «The Pleasure Principle» | Лучшее женское видео | Номинация |

### Рейтинги и списки
| Издание        | Страна | Рейтинг/Список                                                 | Год  | Источник |
| -------------- | ------ | -------------------------------------------------------------- | ---- | -------- |
| Slant Magazine | США    | «100 величайших танцевальных песен» (69-е место)               | 2006 | [ 12 ]   |
| SoulBounce.com | США    | «100 главных Соул/R&B песен» (42-е место)                      | 2008 | [ 21 ]   |
| Soul Train     | США    | «Лучшие танцевальные видео в чёрной музыке» (без ранжирования) | 2011 | [ 24 ]   |
| Slant Magazine | США    | «Лучшие синглы 1980-х гг.» (85-е место)                        | 2012 | [ 13 ]   |